# Ocha
Ocha (ros. Оха) – miasto w Rosji (obwód sachaliński), w północnej części Sachalinu. Liczba mieszkańców w 2005 roku wynosiła ok. 26 tys.
W mieście działa ośrodek wydobycia ropy naftowej i gazu ziemnego. W mieście rozwinął się przemysł rybny oraz drzewny.